# Antônio Cândido da Silva Mascarenhas
Antônio Cândido da Silva Mascarenhas, primeiro e único barão de Sete Lagoas (c. 1830 — Sete Lagoas, 15 de outubro de 1907), foi um fazendeiro e político brasileiro.
Filho de Antônio Gonçalves da Silva Mascarenhas e de Policena Moreira Pinto. Casou com D. Maria Cândida Mascarenhas, falecida a 20 de maio de 1907, com a idade de 73 anos. O barão faleceu em 15 de outubro de 1907, em sua Fazenda do Rasgão, em Sete Lagoas, província de Minas Gerais, com 77 anos de idade.
Foi deputado provincial em Minas Gerais na legislatura de 1880.
Fundou com seus irmãos Bernardo e Caetano, a primeira fábrica de tecidos que se estabeleceu na província de Minas Gerais, a Fábrica do Cedro, em agosto de 1872.
Foi agraciado barão por decreto de 19 de setembro de 1879.